# Maria Carrilho
Maria Carrilho (n. 25 noiembrie 1943, Beja, Portugalia – d. 6 februarie 2022, Lisabona, Portugalia) a fost un om politic portughez, membru al Parlamentului European în perioada 1999-2004 din partea Portugaliei. 